# Lou Jeanmonnot
Lou Jeanmonnot (Pontarlier, 28 de octubre de 1998) es una deportista francesa que compite en biatlón.
Ganó siete medallas en el Campeonato Mundial de Biatlón, en los años 2024 y 2025, y dos medallas en el Campeonato Europeo de Biatlón, en los años 2019 y 2022.

## Palmarés internacional
| Campeonato Mundial | Campeonato Mundial           | Campeonato Mundial | Campeonato Mundial      |
| Año                | Lugar                        | Medalla            | Prueba                  |
| ------------------ | ---------------------------- | ------------------ | ----------------------- |
| 2024               | Nové Město (República Checa) | Medalla de oro     | Relevo                  |
| 2024               | Nové Město (República Checa) | Medalla de oro     | Relevo mixto individual |
| 2024               | Nové Město (República Checa) | Medalla de bronce  | Velocidad               |
| 2024               | Nové Město (República Checa) | Medalla de bronce  | Salida en grupo         |
| 2025               | Lenzerheide (Suiza)          | Medalla de oro     | Relevo                  |
| 2025               | Lenzerheide (Suiza)          | Medalla de oro     | Relevo mixto            |
| 2025               | Lenzerheide (Suiza)          | Medalla de bronce  | Individual              |
| Campeonato Europeo |                              |                    |                         |
| Año                | Lugar                        | Medalla            | Prueba                  |
| 2019               | Minsk-Raubichi (Bielorrusia) | Medalla de bronce  | Relevo mixto individual |
| 2022               | Arber (Alemania)             | Medalla de plata   | Relevo mixto individual |